# Neoscona quincasea
Neoscona quincasea là một loài nhện trong họ Araneidae.
Loài này thuộc chi Neoscona. Neoscona quincasea được Michael J. Roberts miêu tả năm 1983.